# 겐세이다촌
겐세이다촌(源清田村)은 이바라키현 가와치군·이나시키군에 일찍이 존재했던 촌이다. 에도시대부터 존재하였고, 1889년 4월 1일에 정촌제 시행에 수반해 8촌이 합병해 가와치군 겐세이다촌이 성립하였다. 1942년 나가사다촌과 합병해 일단 소멸되었다가 7년 후 분립되어 다시 미나모토노 기요타촌이 부활했다가 1955년에 가와치촌이 되어 다시 소멸하였다.

## 역사
- 1889년 4월 1일 - 정촌제 시행에 수반해 8촌이 합병해 가와치군 겐세이다촌이 성립하였다.
- 1896년 4월 1일 - 이나사키군이 성립해 이나사키군 겐세이다촌이 되었다.
- 1942년 8월 1일 - 나가사오촌과 합병해, 나가사오촌이 되었다.
- 1955년 5월 3일 - 마나이타촌, 나가사오촌과 함께 합병해 가와치촌이 성립해, 겐사이다촌은 소멸하였다.

## 인구
| 1891年 | 2,242 |
| 1920年 | 2,151 |
| 1935年 | 2,270 |
| 1950年 | 2,778 |

## 참고문헌
- 角川日本地名大辞典編纂委員会『角川日本地名大辞典 8 茨城県』、角川書店、1983年、ISBN 4-04-001080-9